# Татаринов, Валериан Алексеевич
Валериа́н Алексе́евич Тата́ринов (16 (28) августа 1816 —14 (26) февраля 1871) — русский государственный деятель, один из проводников александровских реформ в целом и финансовой реформы в частности. Исправляющий должность Государственного контролёра (1 января 1863 — 19 апреля 1864 года), Государственный контролёр России (1864—1871). Статс-секретарь (15 ноября 1858 года), действительный тайный советник (3 апреля 1860 года).

## Биография

### Происхождение. Начало карьеры
Выходец из старинной дворянской семьи. Отец — майор Алексей Ильич Татаринов (1780—1821); мать — Надежда Петровна, урождённая Бутенева (1792—1868). Родился и раннее детство провёл в родительском имении — селе Голопёрово Переславского уезда Владимирской губернии (ныне Переславского района Ярославской области). В 1834 году с отличием окончил Благородный пансион при Московском университете.
Службу начал годом позднее — с начальной должности в канцелярии Государственного контроля. За 23 года примерной службы приобрёл практический опыт и прошёл одну за другой почти все ступени бюрократической послужной лестницы. В 1842 году был командирован во Второй отдел Собственной Его Величества канцелярии для составления свода контрольных правил и законов.
В 1850 году назначен вице-директором канцелярии Государственного контроля и правителем дел Комитета по составлению Ревизионного устава; в 1852 году — генерал-контролёром департамента гражданских отчётов и одновременно — председателем особой комиссии для расследования растраты сумм комитета 18 августа 1814 года.
По предложению Государственного контролёра генерал-адъютанта Н. Н. Анненкова в конце 1855 года, в числе прочих чиновников, включая М. Х. Рейтерна, был командирован для изучения зарубежного опыта финансового контроля за границу. В течение более двух лет собирал материалы по системе ревизии во Франции, Германии, Англии, Бельгии и США. По результатам изучения зарубежного опыта составил пять записок: «Государственная отчётность в Пруссии», «Государственная отчётность во Франции», «Государственная отчётность в Австрии», «Государственная отчётность в Бельгии» и «Хозяйство и отчётность военного министерства во Франции», а также единый результирующий доклад по итогам поездки. Эти труды были напечатаны в 1858—1861 годах. Император лично следил за продвижением дел и на докладе, сделанном Татариновым по возвращении, собственноручно надписал:

Читал с большим вниманием и любопытством. Искренне благодарен д. с. с. Татаринову за его добросовестность и основательность труда. Дай Бог, чтобы у нас умели извлечь из него ожидаемую мною пользу.

### Во главе Особой комиссии
В 1858 году получил назначение делопроизводителем Особой комиссии, учреждённой для рассмотрения «коренных начал государственной отчётности», то есть для изучения и пересмотра её системы. По его предложению комиссия выработала проект составления, рассмотрения и заключения смет, введения принципа единства кассы (вместо разрозненных дотоле ведомственных касс) и установления одной полномочной и независимой ревизионной инстанции — Государственного контроля, с предварительной и последующей проверками отчётности. Был представлен новому императору Александру II и заслужил его расположение.
15 ноября 1858 года ему было пожаловано почётное звание статс-секретаря. В конце 1858 года был назначен председателем специальной Комиссии для устройства кассового и ревизионного порядка.
На основе полученных материалов комиссия под руководством П. П. Гагарина разработала проект преобразования кассового устройства в России. Установление единой кассы подразумевало объединение всех денежных средств в руках Министерства финансов, поэтому преобразования Государственного контроля не могли произойти в отрыве от общей финансовой реформы, которая и была осуществлена Михаилом Рейтерном, министром финансов с 1862 года. В том же 1862 году по указаниям Валериана Татаринова были составлены новые кассовые правила.
Беспокойство и пристальный интерес Александра II к полной перестройке финансового управления и контроля за делами империи не был досужим. Ещё до начала реформ было отчётливо понятно, что существующий механизм в лице министерства финансов и Государственного контроля не только в корне устарел, но и выдохся, занимаясь более самообеспечением структуры, чем возложенным на него реальным делом. Тем более он не отвечал задачам — в создававшейся принципиально новой экономической ситуации, когда в результате реформ ожидаемый рост хозяйственной и финансовой активности широчайших слоёв населения должен был вырасти многократно. Старые министерства и ведомства, созданные в условиях и для нужд другой системы управления, не справлялись и не могли справиться с новыми задачами. Подобный поворот дела был виден практически всем мыслящим людям того времени: не только управленцам, чиновникам или государю, но даже и поэтам.

«…В знаменитой поэме „Современники“, написанной под влиянием впечатлений от грюндерского подъёма начала 1870-х годов и ажиотажа на петербургской бирже, Некрасов дал грандиозную картину всесокрушающего натиска денег на российское общество. Колоссальный рост частного железнодорожного строительства, сопровождающийся коррупцией причастной к делу администрации на всех уровнях, учреждение десятков коммерческих банков (до 1860 г. их в России практически не было, а немногочисленные опыты в этой сфере оказывались, как правило, неудачными), расцвет биржевой спекуляции, борьба за правительственные заказы для промышленности, страстное и заинтересованное обсуждение преимуществ и недостатков протекционистских и фритредерских тарифов, — всё это были те самые признаки „новых времен“, которые необратимо изменяли с каждым годом российскую действительность. Кипение жизни в столицах, где на глазах создавались (а подчас и рушились) огромные состояния, где всё шире проявлялась предпринимательская активность в самых различных начинаниях — от горнопромышленных разработок до издания газет и журналов — как бы символизировало наступившее время господства городов, воплощавших динамику общественного развития (при том, что даже в начале XX века более трёх четвертей населения страны всё ещё жило в деревне)».— ( Семёнов Н.Ю. «Об особенностях государственной власти в России»)
В новой ситуации стране нужны были и новые правила, и новые министерства, и новый контроль, и новые управленцы. Одним из них, весьма соответствующим потребностям нового времени по выбору Александра I, и стал Валериан Татаринов.

### Глава Государственного контроля
6 декабря 1862 года (в свой 63-й день рождения) предыдущий Государственный контролёр Н. Н. Анненков был переведён генерал-губернатором в Юго-западный край, а 1 января 1863 года Валериан Татаринов был назначен исправляющим должность Государственного контролёра. Учитывая крайнюю сложность и государственный масштаб задач, первый, как бы испытательный, год своей работы он провёл в статусе исполняющего обязанности. Однако немедленно по вступлении на должность он приступил к реорганизации ревизионного ведомства с целью придать ему принципиально иные функции и превратить в единый контрольный орган всего российского государства.
В том же 1863 году были впервые применены новые сметные правила, разработанные годом ранее. Под руководством В. А. Татаринова прежде всего была проведена коренная реформа самого ревизионного ведомства. Оно было преобразовано в единый контрольный орган, обладающий всей полнотой прав документальной ревизии почти всех государственных учреждений — как центральных, так и местных. В полном согласии с новыми задачами подвергся всесторонней реорганизации и ведомственный аппарат Государственного контроля. С 1 января 1864 года в его составе (также под руководством Татаринова) начала работу Временная ревизионная комиссия, главной функцией которой было осуществить переход к новому порядку финансового контроля после введения принципа единства кассы. Также комиссия была наделена правом проводить ревизию расходов всех учреждений гражданского и военного ведомств в Санкт-Петербурге, получавших содержание из Государственного казначейства (за исключением Морского министерства).
В связи с созданием Временной ревизионной комиссии контрольные департаменты гражданских и военных отчётов полностью прекратили проведение проверок текущей документации; они продолжали свою работу вплоть до 1870 года, но занимались всё это время только завершением ревизионных дел до 1863 года включительно. Контрольный департамент морских отчётов сохранил свою прежнюю компетенцию, но его деятельность была полностью перестроена в соответствии в новыми правилами финансовой отчётности. Кроме того, Временная ревизионная комиссия получила право на проведение внезапного освидетельствования касс Главного и Санкт-петербургского губернского казначейств, вела делопроизводство по вопросам, возникавшим при применении вводившихся в действие сметной и кассовой систем.
Спустя тридцать лет после отклонения первого проекта реформы Государственного контроля, выдвинутого генерал-адъютантом П. Д. Киселёвым, в 1865—1866 годах в губерниях и областях России были созданы местные органы Государственного контроля — контрольные палаты — для предварительной проверки счётных назначений. С появлением Санкт-Петербургской контрольной палаты, осуществлявшей ревизию всех губернских учреждений столичной губернии и войсковых частей Петербургского военного округа, Центральная ревизионная комиссия перешла на проведения контроля только общероссийской министерской отчётности. С 1866 года ведомство под руководством В. А. Татаринова получило право осуществлять контроль над всероссийским бюджетом в целом: началось составление ежегодных отчётов по исполнению государственной росписи и её финансовых смет. Именно в этого времени было начато повсеместное сокращение расходов по всем министерствам и управлениям, что позволило к 1872 году достичь бездефицитного бюджета, впервые за очень долгое время.
Достижением реформы 1863—1866 годов в области финансового контроля стало введение права внезапного освидетельствования касс на всех уровнях контроля для проверки фактического расходования казённых средств. Постепенно это право расширялось, и ревизоры наделялись правами проверять наличность на военных складах, организовать внезапный таможенный досмотр товаров и участвовать в проверке строительных операций на шоссейных и водных дорогах. Оценивая десять лет спустя результаты зрело обдуманной отчётной и ревизионной реформы Татаринова, Государственный совет в 1876 году посвятил этому вопросу отдельное официальное заявление:

Больший по сравнению с прежним порядок в государственном хозяйстве, большая бережливость в употреблении денежных и имущественных средств государства, большее уважение к финансовым и хозяйственным законам стали положительно замечаться в последнее время; и на проявление всех этих улучшений значительную долю влияния, бесспорно, имеет более строгий и внимательный контрольный надзор.
По воспоминаниям современников, Татаринов был сильной и волевой личностью, обладающей несомненным талантом. Он отличался блестящим умом, образованностью и энергией, а также обладал редкой интуицией и умением быстро оценивать людей: буквально минутного личного разговора ему оказывалось совершенно достаточно, чтобы составить себе достаточное представление о способностях и характере данного лица.
В частной жизни он был «чрезвычайно ласков и доступен, но в исполнении долга суров и непреклонен, хотя бы эта твёрдость и могла навлечь негодование влиятельных лиц…» Деятельный, волевой и справедливый, он представлял собою практически идеальный образ того, кто должен был занимать место Государственного контролёра.
В самый разгар своей государственной деятельности, 14 февраля 1871 года В. А. Татаринов скоропостижно скончался от разрыва сердца. Отпевание было совершено в Александро-Невской лавре; похоронен на Лазаревском кладбище в Санкт-Петербурге. По распоряжению Александра II семье было выплачено пособие в размере 100 тысяч рублей и назначена постоянная пенсия.
Внезапная смерть Татаринова не остановила начатых им реформ в аппарате Государственного контроля. Они были продолжены и при его преемниках А. А. Абазе (1871—1874 года) и С. А. Грейге (1874—1878 года). В. А. Татаринов вошёл в российскую историю как один из главных движущих деятелей реформ Александра II и выдающийся специалист в области государственных финансов, создавший основы будущей работы Государственного контроля на весь оставшийся период его существования до февраля 1917 года.

## Награды
- Орден Святой Анны 2-й степени с императорской короной (18.04.1853)
- Орден Святого Станислава 1-й степени (13.11.1853)
- Орден Святой Анны 1-й степени (17.04.1858)
- Орден Святого Владимира 2-й степени (01.01.1865)
- Орден Белого орла (17.04.1867)
- Знак отличия беспорочной службы за XV лет (22.08.1851)
- Знак отличия беспорочной службы за XX лет (22.08.1855)